# ユニオン駅 (ユーティカ)
ユニオン駅（英語：Union Station）は、ニューヨーク州ユーティカ メイン・ストリート321にある駅。 バスの乗り換えが出来る。

## 歴史
当駅は、1914年5月24日にニューヨーク・セントラル鉄道の駅として開業した。この歴史的な建物は3階建で、正面玄関の上に鷲の彫刻に囲まれている大きな時計が特徴的である。内部は大理石の列柱やかまぼこ形の天井が外観と同じくらい印象的である。床は、耐久性のある人工大理石で作られている。
1975年4月28日に当駅が国家歴史登録財に指定された時、駅舎は荒廃した状態であった。オネイダ郡は1978年にステーションを購入した。段階的な修復工事は、連邦政府、州政府、地方自治体の資金で1978年に始まった。第一段階は、1980年の冬季オリンピックのための鉄道のターミナルとして指定されたことにより道路へのアクセス、造園、照明、排水、駐車場の改修工事が1979年に完成した。第二段階は、2階と3階のトラックや執務室の改修、新しい屋根、電気設備と水道設備の更新、公衆トイレの改修、時計の修理、エレベーター設置、グランドレベルの歩道の改修工事が行われ1997年に完成した。第三段階は、外装改修とセキュリティ対策に焦点があてられ、2002年に完成した。第四段階は、天蓋の改修を含め、鉛やアスベスト除去、屋根とデッキ材の交換、および構造用鋼体の修理や再調整が実施された。内部では、ロビーや店舗が復元され、テラゾー床は、修理、洗浄および再仕上げを施工した。換気設備、湿気対策、電気設備、機械設備の問題の対処も行い2005年に完成した。

## 利用可能な鉄道路線／列車

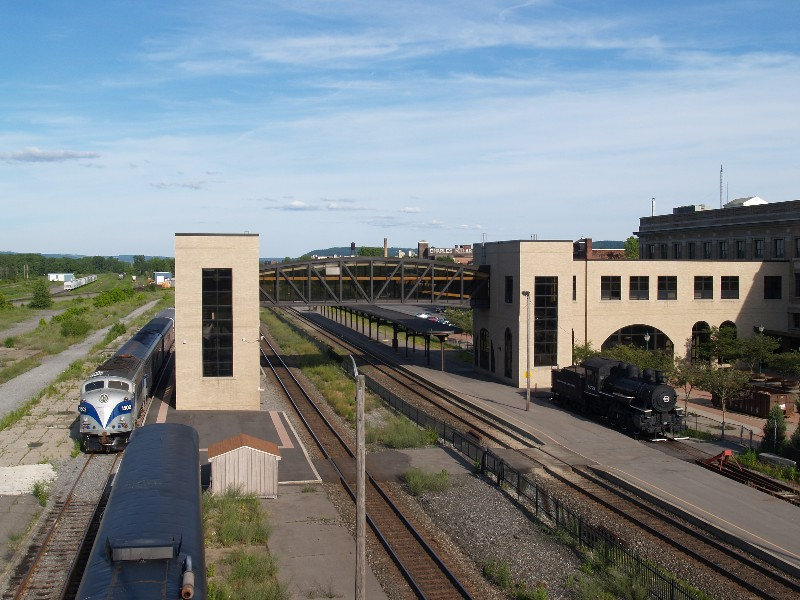
アムトラックのユーティカ・ユニオン駅

アムトラック：
エンパイア回廊
アムトラックの停車する列車は下記の通り。
シカゴとニューヨーク／ボストン間の夜行長距離列車レイクショア・リミテッド号…1日1往復停車（当駅にはシカゴ-ニューヨーク間・シカゴ-ボストン間の編成とも停車  オールバニ・レンセラー駅にてニューヨーク編成&ボストン編成を 連結/切り離し）
トロントとニューヨーク間の昼行国際列車メープルリーフ号…1日1往復停車
ニューヨーク州ナイアガラフォールズとニューヨーク間の昼行中長距離列車エンパイア・サービス…1日2往復停車（ナイアガラフォールズ (ニューヨーク州)まで運行する便が当駅に停車）
アディロンダック・シーニック鉄道：
アムトラックのほかユーティカとレークプラシッド間を結ぶ観光鉄道のアディロンダック・シーニック鉄道が当駅から発着している。

## バス
当駅では下記のバスに連絡している。
グレイハウンド (Greyhound)
コーチUSA (Coach USA)
トレイルウェイズ・オブ・ニューヨーク  (Trailways of New York)
中部ニューヨーク地域交通局 (CENTRO) (CENTRO)
バーニー・バス・サービシズ (Birnie Bus Services)